# Mercenaire

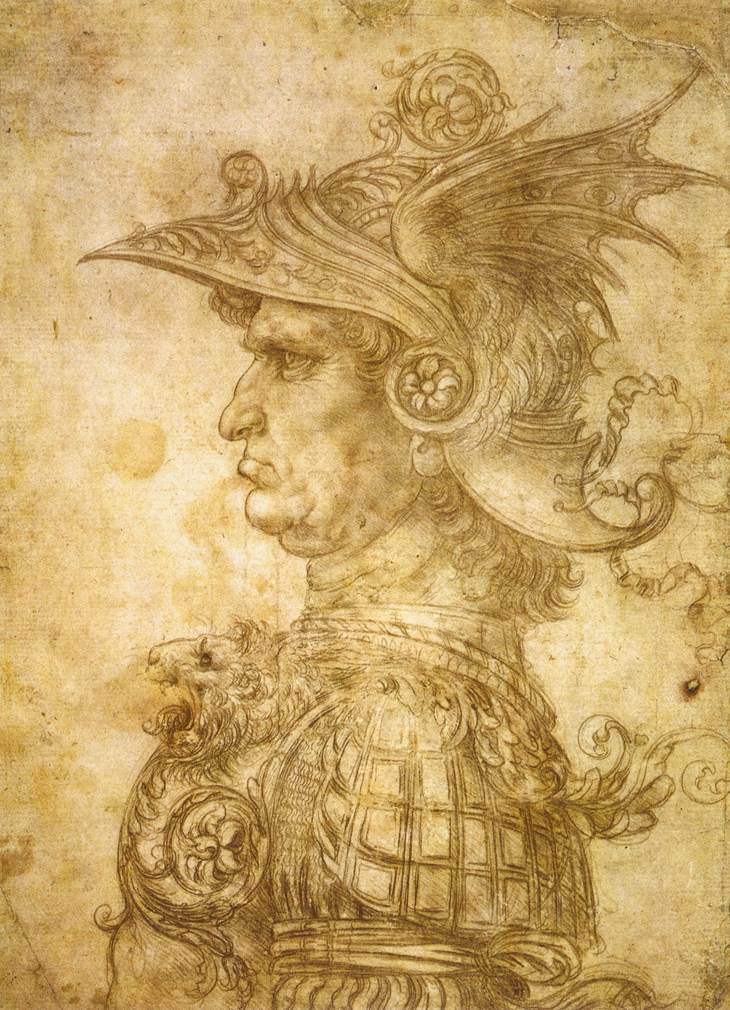
Le Condottiere, Léonard de Vinci, 1475.

Un mercenaire est un combattant de métier, étranger aux parties en conflit, « spécialement recruté dans le pays ou à l'étranger » et qui « prend une part directe aux hostilités ». Il a un « avantage personnel » à participer à ce conflit, qui est une rémunération « nettement supérieure à celle » de ses homologues de l'armée régulière. Il est recruté et payé par un État, une entreprise, un mouvement politique ou toute autre organisation, hors du système statutaire de recrutement militaire du pays. Un combattant de carrière, bien que rémunéré et parfois recruté sur contrat, se distingue d'un mercenaire par son adhésion à un statut professionnel découlant d'une législation ou d'une coutume locale stable.
Le mercenariat est généralement sollicité pour une opération militaire identifiée, pour une durée limitée ou pour un service spécialisé, mais des mercenaires se voient attribuer des fonctions institutionnelles durables (comme la Garde varangienne des empereurs de Byzance au Moyen Âge ou l'actuelle Garde suisse pontificale (non considérée comme composée de mercenaires par les Conventions de Genève)). Les étrangers volontaires tels que les membres de la Légion étrangère française ou les Gurkhas ne sont pas des mercenaires bien que répondant à certains critères de l'article 47 du protocole additionnel aux Conventions de Genève du 12 août 1949 relatif à la protection des victimes des conflits armés internationaux. Certains journalistes les considèrent tout de même comme des mercenaires,.
Le mot et la fonction de mercenaire ont généralement une connotation très négative car le mercenaire est généralement motivé par l'appât de gains rapides, associé à une absence d'éthique, ce qui l'exclut du statut de combattant ou de prisonnier de guerre. Ces aspect sont au cœur de la définition du mercenariat, qui depuis le XXe siècle tend en outre à se confondre avec des services commerciaux de « sécurité » (dépassant le prérogatives classique de gardiennage et de sécurité des personnes ou des biens publics ou privés). Les sociologues observent une tendance à la « « privatisation » de certaines fonctions dites régaliennes concernant les activités de police, de renseignement, de contrôle des personnes aux frontières, de vente d'armes, de conseil en stratégie et opérations « anti-subversives », d'accompagnement de convois humanitaires en territoire « hostile », de communication et de coordination des troupes en temps de guerre et in fine de troupes de combat appuyant les troupes ordinaires » ; là où légalement, « le monopole des moyens de la violence dite légitime en termes de capacités de coercition » appartenait antérieurement aux États (via l'armée et la police ou des forces spéciales).

## Étymologie
Le terme vient du latin mercenarius, lui-même dérivé du mot merces qui signifie salaire. Il décrit originellement toute personne offrant un service contre un paiement. À ce titre et jusqu'au XIXe siècle, le terme employé se rapproche de celui de « salarié » et peut désigner la classe ouvrière qui n'a pas l'« initiative industrielle ».

## Droit de la guerre

### Définition et traitement des mercenaires
167 États ont ratifié le premier protocole additionnel (8 juin 1977) de la Convention de Genève de 1949. Ce traité fournit dans son article 47 la définition d'un mercenaire la plus acceptée sur le plan international :
« 
Article 47 - Mercenaires
1. Un mercenaire n'a pas droit au statut de combattant ou de prisonnier de guerre.
2. Le terme « mercenaire » s'entend de toute personne :
a) qui est spécialement recrutée dans le pays ou à l'étranger pour combattre dans un conflit armé ;
b) qui en fait prend une part directe aux hostilités ;
c) qui prend part aux hostilités essentiellement en vue d'obtenir un avantage personnel et à laquelle est effectivement promise, par une Partie au conflit ou en son nom, une rémunération matérielle nettement supérieure à celle qui est promise ou payée à des combattants ayant un rang et une fonction analogues dans les forces armées de cette Partie ;
d) qui n'est ni ressortissant d'une Partie au conflit, ni résident du territoire contrôlé par une Partie au conflit ;
e) qui n'est pas membre des forces armées d'une Partie au conflit ; et
f) qui n'a pas été envoyée par un État autre qu'une Partie au conflit en mission officielle en tant que membre des forces armées dudit État. »
Pour qu'un combattant soit reconnu comme un mercenaire, il faut que toutes les conditions soient réunies. Ainsi, en aucun cas un ressortissant des pays en conflit ne peut être reconnu comme un mercenaire, ni les engagés volontaires tel que les membres de la Légion étrangère, de la Garde suisse pontificale ou encore les Gurkhas népalais.
Dès le début de l'article 47, il est précisé qu'un mercenaire peut se voir priver du statut de combattant légal ou de prisonnier de guerre. C'est un aspect assez remarquable pour un traité humanitaire puisque ces textes sont connus pour ne pas retirer de droit mais au contraire en donner. Cela vient du fait que lors des discussions les États voulaient fermement condamner et dissuader l'usage des mercenaires dans les conflits armés. Le fait de nier le statut de combattant ou de prisonnier de guerre à un mercenaire fait de lui un simple civil pouvant être poursuivi pour ses actions violentes, là où un combattant légal ne peut l'être.
Le retrait du droit au statut de combattant légal ne le prive pas de tous ses droits ; si le statut de mercenaire est attribué à une personne cela fait de lui un civil qui doit être traité selon l'article 5 de la quatrième convention de Genève qui précise que cet individu doit être « traité avec humanité et, en cas de poursuites, ne doit pas être privé de son droit à un procès équitable et régulier »,.
Cependant, si des doutes subsistent sur la qualité de mercenaire d'un combattant, ce dernier est considéré comme un prisonnier de guerre jusqu'au moment où il est déféré devant un tribunal compétent qui doit statuer sur son véritable statut de mercenaire en utilisant les critères compris dans l'article 47 cité plus haut, ou avec une loi du droit du pays équivalente. Alors, l'article 5 de la quatrième convention de Genève entre en application.
Si, après un procès régulier, le soldat capturé est jugé coupable d'être un mercenaire, il peut s'attendre à être traité comme un simple criminel, pouvant aussi faire face à la peine de mort. Les mercenaires n'étant pas considérés comme prisonniers de guerre, ils ne peuvent espérer le rapatriement à la fin de la guerre. L'exemple le plus connu s'est déroulé le 28 juin 1976 lorsqu'à la fin du Procès de Luanda la cour a condamné des mercenaires britanniques et américains à des peines de prison allant de 16 à 30 ans et à la peine de mort par un peloton d'exécution le 10 juin 1976.

### Autres textes
Deux autres textes internationaux condamnent également le mercenariat et non juste le mercenaire :
- la Convention de l'OUA sur l'élimination du mercenariat en Afrique du 3 juillet 1977, entrée en vigueur le 24 avril 1977, a une portée régionale se limitant à l'Afrique[9] ;
- la Convention internationale contre le recrutement, l'utilisation, le financement et l'instruction de mercenaires du 4 décembre 1989, entrée en vigueur le 20 octobre 2001, a une portée internationale[10].

## Lois selon les pays
Plusieurs États criminalisent le mercenariat :

### Afrique du Sud
En 1998, l'Afrique du Sud a passé le Foreign Military Assistance Act qui interdit à ses citoyens et ses résidents d'intervenir dans des guerres étrangères sauf si le gouvernement approuve leur déploiement. Les opérations humanitaires sont exemptées de cette loi. En 2005, la loi a dû être modifiée car des citoyens sud-africains travaillaient alors comme agents de sécurité en Irak lors de l'occupation américaine tandis que Mark Thatcher faisait l'objet de poursuites pour un possible financement et une assistance logistique dans un présumé coup d'État organisé par Simon Mann en Guinée équatoriale.

### France
En 2003, la France criminalise officiellement les activités de mercenaires pour les citoyens, les résidents permanents et les sociétés françaises.

### Royaume-Uni
Le royaume de Grande-Bretagne a adopté à la fin du XVIIIe siècle la Loi sur l'enrôlement à l'étranger (Foreign Enlistement Act) qui a rendu illégal pour les sujets britanniques de rejoindre les forces armées de n'importe quel pays en guerre contre un pays qui est en paix avec la Grande-Bretagne. Pendant la guerre d'indépendance grecque, les volontaires britanniques qui combattaient avec les rebelles grecs auraient pu être dans l'illégalité car il n'était pas clair si les rebelles grecs constituaient un État ou non. La loi fut clarifiée en mentionnant que les rebelles en étaient bien un. Le gouvernement a envisagé de recourir à cette loi contre des sujets britanniques qui combattaient dans les Brigades internationales lors de la Guerre civile espagnole.
Plusieurs entreprises de mercenariat existent au Royaume-Uni, la plus importante étant Keenie Meenie Services (KMS). Ses recrues sont généralement d'anciens membres des Forces spéciales (SAS). Les entreprises de mercenariat sont principalement sollicitées dans des conflits dans lesquels le gouvernement, pour des raisons diplomatiques ou pour ne pas froisser l'opinion publique, préfère ne pas s'impliquer directement. Ces mercenaires ont ainsi été engagés dans la guerre civile angolaise pour soutenir les rebelles de l'UNITA contre le gouvernement communiste ; dans la guerre du Dhofar, afin de soutenir la monarchie omanaise contre une rébellion communiste ; au Nicaragua où ils ont soutenu des factions rebelles contre le gouvernement sandiniste ; ou encore dans la guerre civile du Sri Lanka, afin de soutenir le gouvernement contre les rebelles tamouls.
En 1976, à la suite de l'indignation suscitée par le massacre de mercenaires britanniques par leur propre commandant en Angola, le gouvernement a envisagé d'interdire ces entreprises. Une note du ministère des Affaires étrangères a en outre souligné que « Les mercenaires sont considérés, en Afrique en particulier, en termes émotionnels, comme une manifestation de l'ingérence continue des colonialistes blancs dans des affaires qui ne les concernent plus ». Au Sri Lanka, les mercenaires furent responsables d'exactions contre la population civile tamoule. Le gouvernement britannique n'a toutefois jamais légiféré contre ces sociétés. Au contraire, les autorités ont résisté aux pressions d'associations de défense des droits de l'homme et n'ont fait qu'approuver avec réticence les efforts internationaux à l'ONU. Le Royaume-Uni n'est pas signataire de la Convention internationale contre le recrutement, l'utilisation, le financement et l'instruction de mercenaires.

### Russie
La Russie criminalise officiellement le mercenariat dans l'article 359 du chapitre 34, intitulé « Crimes contre la paix et la sécurité de l'Humanité », de son Code criminel de 1996. Le texte prohibe aussi bien le recrutement, entraînement et financement de mercenaires que leur emploi dans un conflit armé. L'existence de sociétés militaires privées en Russie est cependant documentée, mais non reconnue par l'État, puis reconnue lors de la guerre russo-ukrainienne.

## Histoire
Le recours au mercenariat apparaît quand un acteur, généralement politique, disposant de moyens financiers suffisants, décide d'entreprendre une action militaire ou para-militaire, généralement offensive, ou d'assurer sa sécurité sans pouvoir compter, pour des raisons politiques, sur un mécanisme de recrutement militaire institutionnel.

### Époque antique
L'emploi de troupes mercenaires se retrouve dans diverses civilisations et périodes antiques :
- durant la première guerre de Messénie (743-724 av. J.-C.), des mercenaires corinthiens et crétois combattaient aux côtés de Sparte ;
- au VIIe siècle av. J.-C., le pharaon Psammétique Ier engagea des mercenaires grecs venus d'Ionie (les "hommes de bronze") afin de prendre le contrôle du delta du Nil, puis de toute l'Égypte.
- en 401 av. J.-C., les Dix Mille étaient une force de mercenaires grecs qui servirent Cyrus le Jeune dans sa rébellion contre son frère le roi de Perse Artaxerxès II. L'un d'entre eux, Xénophon, fit le récit de leur repli vers les colonies grecques après la mort de Cyrus dans son Anabase ;
- les guerriers celtes sont régulièrement recrutés du Ve au Ier siècle av. J.-C., par les grecs comme par les carthaginois sur de nombreux théâtres d'opération autour de la Méditerranée[15] ;
- lors de la première guerre punique, Carthage fit amplement appel à des mercenaires. Cette cité maritime et marchande disposant d'importants moyens financiers et stratégiques, mais n'avait pas la base démographique et institutionnelle suffisante pour lever rapidement une armée de terre appropriée à une opération de grande envergure en Europe continentale. Les Carthaginois éprouvèrent ensuite des difficultés à démobiliser ces mercenaires, au point d'entrer en guerre contre eux : la guerre des Mercenaires, dite guerre inexpiable (241-238 av. J.-C.).

### Époque médiévale
À partir de la deuxième moitié du XIIe siècle, le service militaire féodal traditionnel ne pouvant pas fournir de contingents suffisamment importants et disponibles pour des opérations de longue durée de l'ost, les monarchies font de plus en plus régulièrement appel au mercenariat. Durant la guerre de Cent Ans apparut une forme particulière de mercenaires, les Grandes compagnies. Les mercenaires au service des Anglais recevaient alors les « contrats d'endenture ». La pièce du contrat était découpée selon un tracé non rectiligne, et chaque partie en conservait une part.

### Temps modernes
Les républiques italiennes de la Renaissance firent souvent appel à des mercenaires, nommés condottieres, pour leur défense. L'auteur et politicien Nicolas Machiavel les tenait en piètre estime, soulignant dans Le Prince leurs défauts : loyauté fondée uniquement sur l'argent et absence d'engagement vis-à-vis de la cause ou la nation qu'ils défendent, les amenant à combattre avec retenue. Certains affrontements de la Renaissance italienne sont remarquables par le nombre minime de victimes comparativement à la taille des armées (mercenaires) en présence. La Corse fournissait beaucoup de mercenaires aux condottiere, comme Sampiero Corso.
Les Britanniques ont utilisé des mercenaires suisses et allemands, plus particulièrement dans leurs colonies d'Amérique. Ils ont participé avec les Britanniques à la déportation des Acadiens en 1755, à l'incendie et au pillage de 149 fermes le long du fleuve Saint-Laurent en 1759 et à la bataille des plaines d'Abraham. Ils ont aidé à l'occupation militaire de la Nouvelle-France. Par exemple, un Suisse, Frederick Haldimand, a été gouverneur après Jeffrey Amherst.
Un autre Suisse qui s'est illustré par son zèle est Henri Bouquet, officier mercenaire de l'armée britannique remarqué dans la guerre de Sept Ans entre les Français et les Britanniques et la rébellion de Pontiac. Les Suisses, les Croates et les Corses étaient réputés comme mercenaires et formaient des unités constituées.
Au XVIIIe siècle, le général Benoît de Boigne, natif du royaume de Sardaigne, devenu entre-temps français lors de la Révolution française, fit une brillante carrière militaire aux Indes en se mettant au service de Mahâdâjî Sindhia, chef de l'empire marathe. Celui-ci lui confia la création et l'organisation d'une armée. Devenu général, il entraîna et commanda une force de près de cent mille hommes organisée sur le modèle européen qui permit à la Confédération mahratte de dominer l'Inde du Nord et de rester le dernier État autochtone de l'Hindoustan à résister aux Britanniques. Dans son sillon, il entraîna l'un de ses compatriotes appelé Drugeon, qui devint pour sa part officier également au service de l'Empire marathe et plus tard gouverneur de Delhi.
Avant la Révolution française, la monarchie payait les services de régiments d'infanterie et de cavalerie levés en Suisse, dans les états allemands, en Irlande, en Corse et Italie. Ces unités étaient composées d'hommes venus de régions pauvres, attirés par une solde non négligeable et la perspective d'une réussite professionnelle dans l'armée.

### Époque contemporaine
Depuis 1859, la Garde suisse pontificale est la seule force mercenaire autorisée par le droit suisse. Elle a pour mission de protéger le pape au Vatican.
De même, dans la principauté de Monaco, les « carabiniers du prince » sont de nationalité française et protègent ce dernier et sa famille depuis le XIXe siècle.
À partir des années 1960, des mercenaires sont présents dans plusieurs conflits en Afrique, comme au Katanga, en république démocratique du Congo (RDC), ainsi que dans des conflits au Moyen-Orient, principalement au Yémen. C'est en RDC que les mercenaires ont été les plus présents, où de 1965 à 1967 il y avait plus de 300 mercenaires répartis en trois groupes : celui de Bob Denard, celui de Jean Schramme (qui ne signa jamais de contrat) et celui de Mike Hoare, chacun ayant un secteur du Nord-Est de la RDC[réf. nécessaire]. Durant cette guerre contre la rébellion communiste, les disciples de Lumumba avaient mis à feu et à sang toute cette région[non neutre]. Beaucoup de mercenaires sont morts, le plus souvent dans l'anonymat. Tous ces hommes avaient signé un contrat d'engagement au sein de l'Armée nationale congolaise (ANC), où ils partaient à la place des troupes qu'il n'était pas correct politiquement d'envoyer[réf. nécessaire]. Ensuite, il y a eu le Biafra, le Bénin, les Comores, les Balkans et plus récemment la Côte d'Ivoire.
À partir des années 2000, parallèlement à la disparition progressive du mercenariat traditionnel, se sont développées les sociétés militaires privées (SMP) anglo-saxonnes, parfois en renfort d'une milice. On les retrouve aussi bien dans des conflits comme la guerre civile de Sierra Leone (Executive Outcomes), qu'en Afghanistan (DynCorp) et surtout en Irak (Military Professional Resources Inc. (en), Blackwater, Erinys, Aegis (en)) depuis 2003.
Ils fournissent différents services comme la protection d'installations, l'entraînement des troupes, la maintenance du matériel militaire et participent même, dans certains cas, aux combats armés.
Compte tenu de la diversité et de la complexité des activités liées aux opérations militaires, du déclin de la conscription dans la plupart des pays riches, de l'imbrication entre opérateurs privés et unités militaires régulières et de la connotation péjorative du mot, l'époque contemporaine tend à diluer la notion de mercenaire[réf. nécessaire]. Paradoxalement, c'est depuis que la plupart des législations nationales ont pris des mesures défavorables au mercenariat qu'on assiste à une privatisation croissante des activités militaires, sans que les agents à statut privé concernés soient officiellement qualifiés de mercenaires[réf. nécessaire]. En 1914, lors de l'épisode des taxis de la Marne, des scrupules juridiques avaient été émis à propos de l'engagement de conducteurs civils dans une action de transport militaire[réf. nécessaire], et un siècle plus tôt, Napoléon avait créé le service du train pour en finir avec l'emploi d'opérateurs logistiques privés[réf. nécessaire]. La tendance est maintenant inverse, et on assiste à l'expansion d'une « zone grise » entre armées régulières et entreprises privées, que la disparition officielle du mercenariat rend difficile à qualifier[réf. nécessaire].
Au Venezuela, une tentative de renversement du président Nicolás Maduro par des mercenaires américains de la société Silvercorp échoue en 2020. Huit mercenaires sont abattus au cours des combats et douze capturés,.
La Russie emploie des sociétés militaires privées en soutien de son armée régulière, dont le Groupe Wagner, fondé en 2014 par l'homme d'affaires Evgueni Prigojine. Cette société sert dans de nombreux pays aux côtés des Forces armées de la fédération de Russie, notamment en Ukraine, depuis le début de la guerre russo-ukrainienne et en Syrie dans le cadre du soutien russe au régime de Bachar el-Assad. Elle est également présente de manière autonome en Afrique, particulièrement au Mali et en République centrafricaine,, malgré les dénégations des gouvernements de ces pays.
La Colombie est de nos jours l'un des plus gros pourvoyeurs de mercenaires. De nombreux soldats de l'armée régulière se reconvertissent dans le mercenariat après leur retraite. Ils servent notamment aux Émirats arabes unis et en Afghanistan pour sécuriser des installations pétrolières ou des entreprises, prennent part aux combats dans la guerre du Yémen au sein de la coalition menée par l'Arabie saoudite, et ont participé à l'assassinat du président haïtien Jovenel Moïse en juillet 2021. Beaucoup sont également recrutés par les milieux criminels, comme les groupes paramilitaires illégaux, les narcotrafiquants et les cartels mexicains de Jalisco et Los Zetas. Cette situation est due notamment aux manques de perspectives pour les militaires retraités, dont beaucoup tombent dans la pauvreté. Depuis 2005, le groupe de travail des Nations-Unies sur les mercenaires demande à enquêter sur l'utilisation de mercenaires en Colombie, mais le gouvernement colombien a toujours refusé son entrée dans le pays.

## Dans la culture

### Romans
- Les Mercenaires (1963), Jean Lartéguy, Presses Pocket, roman (paru d'abord sous le titre « Du sang sur les collines »)
- Les Chimères noires (1963), Jean Lartéguy
- Les Centurions au Katanga (1967), Jean Lartéguy, Presses de la Cité, roman historique
- Les Chiens de guerre (The Dogs of War, 1974), Frederick Forsyth
- Le Cycle de la Compagnie noire, série de romans de dark fantasy par Glen Cook
- Par le fer de Mercedes Lackey
- Berserk (manga), Kentarō Miura
- Vinland Saga (manga), Makoto Yukimura

### Témoignages
- Mercenaire de la République, Franck Hugo et Philippe Lobjois
- Autoroute vers l'enfer, John Geddes (ISBN 2-915243-05-0)

### Films
- Les Sept Samouraïs d'Akira Kurosawa, 1954
- Les Sept Mercenaires, adaptation du précédent par John Sturges, 1960
- El mercenario de Sergio Corbucci, 1968
- Le Dernier Train du Katanga de Jack Cardiff, 1968
- Les Oies sauvages de Andrew V. McLaglen
- La Chair et le Sang, Paul Verhoeven, 1985
- Les Oies sauvages 2 de Peter Hunt
- Ronin de John Frankenheimer, 1998
- Le Métier des armes d'Ermanno Olmi, 2002
- Expendables : Unité spéciale de Sylvester Stallone, 2010
- Mister Bob de Thomas Vincent, 2011
- Elysium de Neill Blomkamp, 2013
- Mercenaire de Sacha Wolff, 2016
- Tyler Rake de Sam Hargrave, 2020 ; et sa suite, Tyler Rake 2 du même réalisateur, 2023

### Télévision
- L'Agence tous risques, série télévisée

### Jeux vidéo
- La Star Wolf est un groupe de mercenaires de la série Star Fox, SNES, Nintendo Gamecube, Nintendo DS, Nintendo 3DS
- La série Soldier of Fortune, PC
- La série Resident Evil, toutes consoles
- Mercenaries, Xbox et PS2
- Mercenaries 2 : L'Enfer des favelas, Xbox 360, PC, PS2 et PS3
- Battlefield: Bad Company, Xbox 360 et PS3
- Army of two, Xbox 360, PS3
- La série Jagged Alliance, PC
- Army of two : the 40th day, Xbox 360, PS3, PSP
- Far Cry 2 : Xbox 360, PS3, PC
- Metal Gear Solid 4: Guns of the Patriots, PS3
- Armed Assault Queen's Gambit, PC
- La série Fire Emblem, NES, SNES, Gameboy Advance, Nintendo Gamecube, Wii, Nintendo DS, Nintendo 3DS
- Team Fortress 2
- The Last Story, Wii
- Call of Duty: Black Ops II
- Age of Empires III
- Battle Brothers : Le joueur incarne le chef d'une compagnie de mercenaire.
- Metal Gear Solid: Peace Walker, PSP, PS3
- Metal Gear Solid V: The Phantom Pain, PS3, PS4
- Final Fantasy VII & Remake (Cloud), PS1, PS3, PS4, PS5, PSVita, Nintendo Switch, Xbox One, PC et Android
- Cyberpunk 2077 : V, le protagoniste de l'histoire est un mercenaire.

### Chansons et poèmes
- Le Mercenaire, transformé en Le Volontaire, est un chant de tradition de l'armée française
- Les Lansquenets, chant traditionnel de l'armée française.
- Le Loup de guerre, chanson de Jean-Pax Méfret.
- Les Reîtres, chanson barbare, poème de Victor Hugo dans La Légende des siècles.
- Les Mercenaires, chanson de Jean Ferrat.
- Roland the headless Thompson Gunner, chanson du compositeur et pianiste Warren Zevon.

### Articles
- « Security business : les nouveaux mercenaires », Laurent Joachim, in Politique internationale no 131, été 2011, p. 335-359 (sur les sociétés militaires privées)

### Livres
- Irak, terre mercenaire, Georges-Henri Bricet des Vallons, Éd. Favre,  (ISBN 978-2-8289-1095-2) (sur les sociétés militaires privées)